# Carta Caritatis
Die Carta Caritatis ist das Verfassungsdokument des Zisterzienserordens. Das Dokument regelt die Beziehungen der Zisterzienserklöster untereinander. Es wurde 1119 von Papst Calixtus II. approbiert und gelangte um 1155 zu seiner gereiften Form. Als kanonisches Regelwerk machte es den Zisterzienserorden zum ersten Orden der Kirchengeschichte. Es gehört zu den wesentlichen Wesensmerkmalen des Ordens und genießt eine universale Wertschätzung als juristisches Monument.

## Name
Der Name Carta Caritatis wird im Dokument selbst erklärt: „Diesem Dekret wollten sie den Namen Carta Caritatis geben, denn es schließt jede Belastung durch Abgaben aus und hat so allein die Liebe und das Wohl der Seelen in göttlichen und menschlichen Dingen zum Ziel.“
Der Name wird oft aus mangelnder Kenntnis des Textinhalts als „Urkunde der Liebe“ im affektiven oder spirituellen Sinne missdeutet. Tatsächlich stellt sie jedoch einen Verwaltungs- und Verfassungstext dar. Die „Liebe“ (caritas) des Titels bezieht sich auf die Befreiung der Klöster von finanziellen Abgaben an die Mutterklöster. Im vorhergehenden cluniazensischen Modell, wovon die Zisterzienser sich abgrenzen wollten, waren nämlich hohe Abgaben zu leisten.

## Inhalt
Die Carta regelt die gemeinsame Existenz von mehreren Klöstern in einem Verband hauptsächlich durch die Rechtsmittel der Visitation durch den Vaterabt (dessen Kloster das Tochterkloster gegründet hat) und des jährlichen Generalkapitels in Cîteaux, der Mutterabtei aller Zisterzen.
Ebenso regelt die Carta folgende Punkte:
- Verbot von materiellen Belastungen der Neugründungen,
- einheitliche Riten und liturgische Bücher,
- verpflichtende Auslegung der Benediktsregel durch das Kloster Cîteaux,
- Verbot von Privilegien oder Grablegung von Stiftern,
- Rangfragen beim Zusammentreffen mehrerer Äbte,
- Professriten,
- Visitation,
- Neugründungen,
- Verfahren beim Generalkapitel,
- Abtwahlen bzw. Sedisvakanzen,
- Abtsrücktritt,
- Ermahnungs- und Absetzungsverfahren für Äbte,
- abweichenden Ort des Generalkapitels und
- Beständigkeit des Ortes (Stabilitas loci).

Die Stelle, die im Wortlaut weiteste Verbreitung gefunden hat, lautet: una caritate, una regula, similibusque vivamus moribus („Wir wollen in der einen Liebe, unter der einen Regel und nach denselben Bräuchen leben“). Diese Aussage, wie auch eigentlich der gesamte Inhalt des Textes, wird heute vom Orden nur im übertragenen Sinne aufrechterhalten. Allein die Aufhebung des Filiationssystems durch die modernen Kongregationen hat die Systematik der Carta Caritatis undurchführbar gemacht.

## Rezeption
Die Carta gelangte durch das IV. Laterankonzil zu ihrer vollen geschichtlichen Wirkung, da sie dort – vor allem wegen der vorgeschriebenen Visitation – als Vorbild für alle neuen Orden ausgerufen wurde. Auch Nachfolgerpäpste haben sie zur „Schatztruhe der Tugenden“ deklariert.

## Fassungen
Seit Jahrhunderten wird darüber gestritten, ob Stephan Harding als Verfasser der Carta gelten darf. Das Verfassungswerk ist – wie bei fast allen Verfassungen – allerdings als Ergebnis vieler Autoren zu sehen. Zwei Funde haben die Carta-Forschung im 20. Jahrhundert besonders angefeuert: Pater Tiburtius Hümpfner entdeckte 1932 eine Version der Summa Cartae Caritatis, Auguste Trilhe 1939 eine der Carta Caritatis prior. Bis heute genießt sie große Aufmerksamkeit von Rechts- und Ordenshistorikern.
Eine erste, nicht erhaltene Fassung wird vom Centre Européen pour le Rayonnement de la Culture Cistercienne (CERCCIS) in Cîteaux und in der französischen Forschung als Charte de charité et d’unanimité (Carta der Liebe und der Einmütigkeit) bezeichnet. Die Carta Caritatis liegt heute in drei Fassungen vor.

### Carta Caritatis prior
Die älteste Fassung ist die Carta Caritatis prior, die bald nach den ersten Tochtergründungen von Cîteaux verfasst wurde, die in den Jahren 1113 bis 1115 stattfanden. In diesem Dokument geht es um das Verhältnis der Tochterklöster zu ihrer Mutterabtei Cîteaux. Jede Tochterabtei wird einmal pro Jahr visitiert. Nicht visitiert wird aber das Mutterkloster Cîteaux. Außerdem schreibt das Dokument dem Abt von Cîteaux weitgehende Vollmachten beim Generalkapitel zu. Diese Fassung der Carta Caritatis war lange unbekannt. Die Handschrift der von ihm so genannten Carta Caritatis prior fand Josef Turk 1939 im Codex 31 der Universitätsbibliothek von Ljubljana, ediert wurde sie 1947 von Canisius Noschitzka. Heute sind acht Handschriften der Carta Caritatis prior bekannt; die Handschrift des Codex 31, der aus dem Jahr 1152 stammt, ist aber weiterhin die älteste.

### Summa Cartae Caritatis
1927 entdeckte der Priester Auguste Trilhe aus Toulouse in einer Handschrift der Pariser Nationalbibliothek einen Vorläufer der bis dahin einzig bekannten Überlieferung der Carta. Im von Tiburtius Hümpfner 1932 edierten Text bekam Trilhes Entdeckung den Titel Summa Cartae Caritatis (SCC). Die Bedeutung dieser Entdeckung wurde erst in späteren Jahren erkannt. Die SCC ist eine Zusammenfassung der Carta Caritatis prior. Eine weitere Abschrift der SCC befindet sich im Kodex von Trient, den Jean Leclercq entdeckte. Diese Handschrift dürfte aus den Jahren 1130 bis 1134 stammen. Heute sind fünf Handschriften der Summa Cartae Caritatis bekannt, entstanden dürfte die Summa etwa 1124 sein. Inhaltlich geht die Summa genauer auf das Verhältnis von Vater- und Tochterabt ein, auch die Vollmacht eines Visitators wird genauer beschrieben.

### Carta Caritatis posterior
Neben der Carta Caritatis prior und der Summa Cartae Caritatis gibt es noch eine dritte Fassung, die heute als Carta Caritatis posterior bezeichnet wird. Bis in die erste Hälfte des 20. Jahrhunderts war sie die einzig bekannte Fassung der berühmten Zisterzienserverfassung. Diese Version dürfte um 1165 in ihrer letzten Fassung festgelegt worden sein, sie ist in 26 Handschriften bezeugt.

## Editionen
- Patrologia Latina, Bd. 166, 1854, S. 1377–1384.
- M. Hildegard Brem OCist, Alberich Martin Altermatt (Hg.): Einmütig in der Liebe. Die frühesten Quellentexte von Cîteaux – Antiquissimi textus Cistercienses lateinisch-deutsch (= Quellen und Studien zur Zisterzienserliteratur, Bd. 1). Bernardus-Verlag, Langwaden 1998, ISBN 2-503-50695-X.